# Municipio de Quincy (Pensilvania)
El municipio de Quincy (en inglés: Quincy Township) es un municipio ubicado en el condado de Franklin en el estado estadounidense de Pensilvania. En el año 2000 tenía una población de 5.846 habitantes y una densidad poblacional de 50.5 personas por km².

## Geografía
El municipio de Quincy se encuentra ubicado en las coordenadas 39°49′00″N 77°28′59″O / 39.81667, -77.48306.

## Demografía
Según la Oficina del Censo en 2000 los ingresos medios por hogar en la localidad eran de $41,214 y los ingresos medios por familia eran de $47,350. Los hombres tenían unos ingresos medios de $30,451 frente a los $23,663 para las mujeres. La renta per cápita de la localidad era de $16,816. Alrededor del 8,5% de la población estaba por debajo del umbral de pobreza.